# Campionato internazionale costruttori

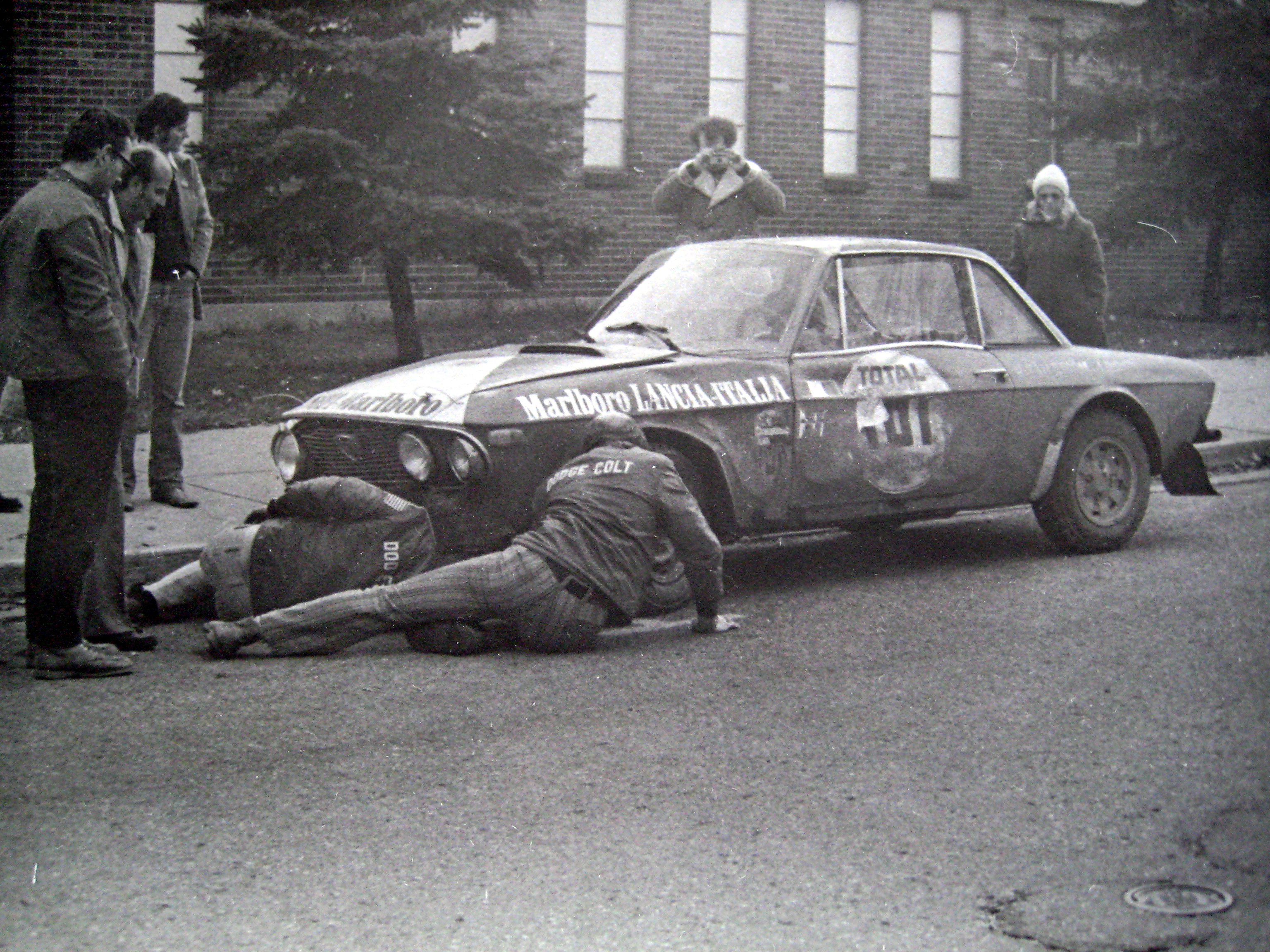
Harry Källström e la sua Lancia Fulvia Coupé HF 1.6, fermi all'assistenza al Rally Press-on-Regardless del 1972

Il Campionato internazionale costruttori (International Championship for Manufacturers, sigla ICM), è stato un campionato automobilistico per case costruttrici di vetture da rally organizzato dalla Federazione Internazionale dell'Automobile, per tre stagioni, dal 1970 al 1972.
Mutò denominazione in Campionato del mondo rally a far corso dalla stagione 1973.

## Albo d'oro
| Anno | Scuderia campione | Vettura utilizzata         |
| ---- | ----------------- | -------------------------- |
| 1970 | Porsche           | Porsche 911 S Coupé        |
| 1971 | Alpine-Renault    | Alpine-Renault A110 1600   |
| 1972 | Lancia            | Lancia Fulvia Coupé HF 1.6 |